# Freightliner Business Class (FL-Series)
Freightliner Business Class (FL-Series) — линейка грузовиков средней грузоподъёмности (классы 5-8), которые собирались американским производителем Freightliner Trucks с 1991 по 2007 год. Первыми грузовиками средней грузоподъёмности, поставлявшимися компанией, были FL60. FL70 заменил грузовики Mercedes-Benz L-серии, которые были сняты с рынка США в 1991 году. Модельный ряд Business Class продавался в виде как собственно грузовика, так и полуприцепа. В конце 1990-х годов Business Class стал популярным в автобусных вариантах как в конфигурации с капотом (школьный автобус), так и в конфигурации с откидной кабиной.
В 2001 году Freightliner представила Freightliner Business Class M2 как второе поколение Business Class, одновременно продавая варианты серии FL до 2007 года.